# Kawasaki Robotics
Kawasaki Robot (Японский язык) — подразделение японской компании Kawasaki Heavy Industries, специализирующееся в области производства промышленных роботов, электротехники, энергетического машиностроения и информационных технологий. 
Основными направлениями деятельности являются следующие:
- Производство и продажа промышленных роботов(сочлененного типа и  роботов параллельного типа)
- Проектирование, производство и продажа робототехнических систем.
- Сопутствующая техника, инженерные системы и дизайн продукции.
- Техническое обслуживание, проверка, запуск поддержка, обслуживание на местах.
- Поставка запчастей
- Роботы для университетов

## История
Kawasaki начали производство первых промышленных роботов в Японии в 1969 году. 
- 1968 — Подписано лицензионное соглашение с Unimation (США)
- 1969 — Начало производства первого промышленного робота ( Unimate ) в Японии.
- 1981 — Выпущен электрический робот ( P-серия )
- 1985 — Отменено лицензионное соглашение с Ultimate и начало производства собственных роботов.
- 1986 — Запуск робота общего назначения ( E-серия )
- 1989 — Запущен робот ( J-серии )
- 1990 — Основана дочерняя компания в США, Kawasaki Robotics (США), Inc
- 1992 — Запущен большой робот общего назначения ( U-серии ), работающий полностью на цифровом контроллере ( AD-серия )
- 1995 — Основана дочерняя компания в Германии, Kawasaki Robotics GmbH. Робот  приобрел стандарт ISO9001
- 1996 — Основана дочерняя компания в Великобритании, Kawasaki Robotics (Великобритания).
- 1997 — Запущен цифровой контроллер ( C-серия )
- 1998 — Робот общего назначения ( F-серия ). Робот  приобрел стандарт ISO14001
- 1999 — Основана дочерняя компания в Корее, Kawasaki машинные системы Кореи. Запущенный робот с большой грузоподъемностью ( Z-серия )
- 2002 — Запущены роботы для покрасочных работ ( K-серия ), а также экстра-тяжелые роботы ( M-серия )
- 2003 — Запущен робот горизонтально сочлененного типа ( NX-серии )
- 2008 — Запущен высокоскоростной робот( R-серия ), а также инновационный контроллер ( E-серия )
- 2009 — Запущен робот-паук для параллельного перемещения изделий( Y-серия )
- 2011 — Запущен робот для точечной сварки ( BX-серии )

## Структура
Kawasaki robot работает в различных областях промышленности, однако ключевыми направлениями деятельности компании являются энергетическое машиностроение и технологии автоматизации.